# Uhlířov
Uhlířov är en ort i Tjeckien. Den ligger i den östra delen av landet, 250 km öster om huvudstaden Prag. Uhlířov ligger 300 meter över havet och antalet invånare är 360.
Terrängen runt Uhlířov är platt åt nordväst, men åt sydost är den kuperad. Runt Uhlířov är det ganska tätbefolkat, med 111 invånare per kvadratkilometer. Närmaste större samhälle är Opava, 6,4 km nordost om Uhlířov. Trakten runt Uhlířov består till största delen av jordbruksmark.